# Хергисвильская стеклодувная мастерская
Хергисвильская стеклодувная мастерская, «Глази» — стеклодувная мастерская, основанная в Хергисвиле братьями Зигварт из Флюли (кантон Люцерн) в 1817 году. В настоящее время мастерскую дополняют музей, первый стеклянный лабиринт в Швейцарии, водный парк и аттракционы.

## История
Выбор места для мастерской пал на Хергисвиль, так как с точки зрения транспорта и снабжения древесиной он был более удобен, чем Флюли. В 1975 году встал вопрос о закрытии «Глази», поскольку устаревшие способы производства не могли конкурировать с новейшими автоматическими технологическими процессами. Только совместные усилия стеклодувов, муниципалитета и, прежде всего, Роберто Нидерера смогли спасти «Глази».